# فیودور پاولوویچ رشتنیکوف
فیودور پاولوویچ رشتنیکوف (روسی: Фёдор Павлович Решетников؛ ۱۵ ژوئیهٔ ۱۹۰۶ – ۱۳ دسامبر ۱۹۸۸) نقاش اهل اتحاد جماهیر شوروی سوسیالیستی بود.
رشتنیکوف که از او به عنوان متخصص برجستهٔ «واقع‌گرایی سوسیالیستی» یاد می‌کنند، سه دهه و نیم در آکادمی هنرهای شوروی عضو بود. آثار او در بهترین مجموعه‌های روسیه از جمله نگارخانه ترتیاکوف (مسکو)، موزه دولتی روسیه (سن پترزبورگ) و موزه تاریخی دولتی (مسکو) موجود است.
وی همچنین برندهٔ جوایزی همچون نشان لنین، نشان انقلاب اکتبر، و نشان پرچم سرخ کار شده‌است.

## اوایل زندگی
رشتنیکوف در روستای سورسکو-لیتوفسکی در منطقهٔ کنونی دنیپروپتروفسک اوکراین در خانواده‌ای از نقاشان بزرگ به دنیا آمد. رشتنیکوف در کودکی یتیم شد و برادرش وظیفهٔ تربیت او را به عهده گرفت. او نقاشی‌های دیواری و شمایل‌های کلیسا را برای امرارمعاش نقاشی می‌کرد و از رشتنیکوف هم به عنوان شاگرد بهره می‌برد.
رشتنیکوف که هرگز به دبیرستان نرفته بود، جهت آماده‌سازی خودش برای عضویت در مؤسسه هنری نخبگان وتماس، در مؤسسه آموزشی رابفاک (مخفف دانشکده کارگران) ثبت نام کرد. نوعی مؤسسه آموزشی که کارگران شوروی را برای ورود به موسسات آموزش عالی آماده می‌کرد.

## سفر به قطب شمال
در حالی که هنوز یک دانشجوی هنر بود، مهارت رشتنیکوف در نمایش واقع‌گرایی، باعث شد او را به عنوان «گزارشگر هنری» در دو سفر قطبی در ۳۴–۱۹۳۲ در نظر بگیرند: اولی، با کاشف مشهور اتو اشمیت روی کشتی یخ‌شکن ای سیبریاکف؛ و دیگری روی کشتی اس‌اس چلوسکین محکوم به فنا که در سال ۱۹۳۴ غرق شد. رشتنیکوف یکی از افرادی بود که پس از غرق شدن کشتی، از یخ نجات یافتند.

## حرفه هنری
در اواخر دهه ۱۹۴۰، رشتنیکوف به عنوان یکی از بهترین‌های واقع‌گرایی سوسیالیست شوروی پدیدار شد. او در دو نوع نقاشی تخصص داشت: ترسیم رهبر اتحاد جماهیر شوروی (چندین نقاشی او از استالین مورد پسند رهبر وقت اتحاد شوروی بود) و زندگی عادی. کودکان در نقاشی‌های او بسیار رایج بودند.
در طول زندگی، رشتنیکوف با فرمالیسم در هنر مخالفت کرد و در هر جایی که آن را یافت، آن را افشا کرد. نظرات وی در بین مقامات محبوب بود. رشتنیکوف در سال ۱۹۵۳ به عضویت فرهنگستان هنر درآمد، و در ۱۹۷۴ نیز معاون رئیس آن فرهنگستان شد. او بسیاری از جوایز معتبر دولتی از جمله جایزه استالین را برای مشارکت خود در فرهنگ شوروی دریافت کرد.
رشتنیکوف از سال ۱۹۵۳ تا ۱۹۶۲ در دو دانشکده مسکو به تدریس هنر پرداخت. او در ۱۹۶۳ کتابی به نام «اسرار انتزاعی گرایی، Тайны абстракционизма» تألیف کرد، که در آن دیدگاه‌های منفی خود را دربارهٔ جنبش‌های هنری «بورژوایی» بیان کرد.
فیودور پاولوویچ رشتنیکوف در سال ۱۹۸۸ در مسکو درگذشت.